# Продуктивна народна партія

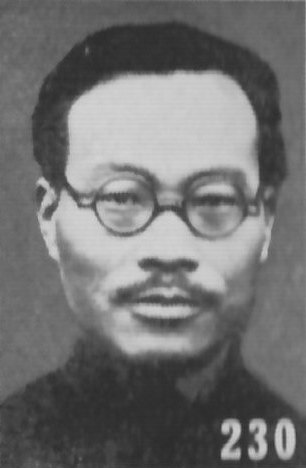
Генеральний секретар Чень Міншу.

Продуктивна народна партія (спрощ.: 生产人民党; кит. трад.: 生產人民黨; піньїнь: Shēngchǎn Rénmín Dǎng акад.:Ше̄нчань Же́ньмінь Да̀н) колишня існуюча ліво націоналістична китайська політична партія, сформованою під час Фуцзянського повстання в листопаді 1933 року.
Його сформували офіцери 19-ї маршрутної армії Національно-революційної армії. Вони були незадоволені пануванням Чан Кайші як у Гоміньдані, так і в Китайській Республіці.Генеральним секретарем партії був Чень Міншу.
Платформа складалася з прихильників антиімперіалізму, особливо проти Японії і її імперіалістичного руху, демократії, повалення Чанга і правого крила Націоналістичної партії, правління робітників і селян, а також земельної реформи.
Після краху повстання в січні 1934 року партія втекла до британської колонії Гонконгу, де вона саморозпустилася.З часом її наступницею стала Китайська селянсько-робітнича демократична партія.